# غرباء في السندرة
غرباء في السندرة (بالإنجليزية: Aliens in the Attic)‏ هو فيلم كوميدي تم إنتاجه في الولايات المتحدة سنة 2009.

## بطولة
- آشلي تيسدال
- روبرت هوفمان
- جوش بيك
- جي كي سيمنس
- كاري والغرين

## الميزانية والإيرادات
بلغت تكلفة إنتاج الفيلم حوالي 45 مليون دولار بينما حقق أرباحا تقدر بـ 57,881,056 دولار.

## روابط خارجية
- غرباء في السندرة على موقع IMDb (الإنجليزية)
- غرباء في السندرة على موقع ميتاكريتيك (الإنجليزية)
- غرباء في السندرة على موقع روتن توميتوز (الإنجليزية)
- غرباء في السندرة على موقع نتفليكس (الإنجليزية)
- غرباء في السندرة على موقع قاعدة بيانات الأفلام العربية
- غرباء في السندرة على موقع ألو سيني (الفرنسية)
- غرباء في السندرة على موقع Turner Classic Movies (الإنجليزية)
- غرباء في السندرة على موقع أول موفي (الإنجليزية)
- غرباء في السندرة على موقع بوكس أوفيس موجو (الإنجليزية)
- غرباء في السندرة على موقع فيلمافينيتي (الإسبانية)